# Шультен, Иван Христофорович
Иван Христофорович фон Шультен — полковник драгунского Грушецкого полка, позже — генерал-майор.

## Биография
На военной службе с 1753 года (по другим данным с 1758 года).
В чине — с 30 сентября 1798 года. По приказу 24 марта 1800 назначен командиром Нижегородского драгунского полка. По приказу 25 мая 1800 года отставлен от службы. А на докладе Военной Коллегии 20 июля 1801 года присвоен чин генерал-майора с полным полковничьим жалованьем и правом носить мундир. Премьер-майор Нижегородского драгунского полка, сверх комплекта.

## Награды
26 ноября 1789 года награждён орденом Святого Георгия IV класса (№ 703 по кавалерскому списку Григоровича — Степанова) 26 ноября 1789 года.